# Ponte dei 17 archi
Il ponte dei 17 archi è uno dei sei ponti presenti nel complesso dell'Antico Palazzo d'Estate di Pechino sul lago Kunming. Collega l'isola di Nanhu con la sponda orientale del lago e fu costruito nella seconda metà del XVIII secolo durante il regno dell'Imperatore Qianlong della dinastia Qing.

## Descrizione
Con una lunghezza di 150 metri e una larghezza di 8 è il ponte più lungo del Palazzo d'Estate anche se rivaleggia in bellezza con il ponte della cintura di giada presente nello stesso giardino.